# Гасан-паша II
Гасан-паша II Каркюклю (*араб. حسن باشا الكركوكلي, осман. حسن پاشا الكركوكلي; д/н — 1779) — 7-й правитель Мамлюцького Ірака в 1777—1779 роках.

## Життєпис
Походження достеменно невідомо. Знано, що був мамлюком або курдом. Народився в Каркюку, на що вказує його прізвисько. Про кар'єру до 1777 року нічого невідомо. Втім напевне користувався довірою османського султана Абдул-Гаміда I. який призначив Гасана валі Багдаду, де в той час точилася боротьба за владу між мамлюком Мухаммедом аль-Аджи і яничаром Ісмаїл-агою.
Прибув до Іраку напочатку 1778 року. Швидко змусив Мухаммеда аль-Аджі і Ісмаїла-агу тікати до кази діяла, де згодом остаточно їх переміг. Наприкінці року спільно з Сулейманом-пашою, валі Мосула, взяв в облогу Басру, яку утримували перси. Ситуація змінилася у березні 1779 року, коли очілних перських військ Садек-хан після смерті брата Карім Хан Занда втрутився у боротьбу в Персії. В результаті Гасан-паша зумів відвоювати Басру. За цим призначається валі відновленого Басорського еялету. Деякий час пробув на півдні Іраку приборкуючи бедуїнські племена.
Наприкінці жовтня 1779 року в Багдаді вибухнуло повстання, яке ймовірно підбурили грузинські мамлюки (кюлемени) невдоволені Гасан-пашою, що став долучати до управління мамлюків некавказького походження. Гасан-паша втік до Діярбакіру, де невдовзі помер від невідомої хвороби. Новим валі Багдаду буо призначено Сулейман-пашу, очільника Мосульського еялету.